# Občina Ruše
Občina Ruše je ena od občin v Republiki Sloveniji z okoli 7.500 prebivalci in središču v Rušah.
Nahaja se v zahodnem delu Štajerske ob vznožju Pohorja, 13 km zahodno od Maribora ter meri 61 km2, povprečna nadmorska višina mesta Ruše pa je 309 m. Najvišje se območje občine vzpne z Žigartovim vrhom (1347 m nadmorske višine). Na sever se razprostira do reke Drave medtem ko na jugu sega na pobočja vzhodnega Pohorja, grajenega iz tonalita in ostalih magmatskih kamnin. Prebivalstvo je skoncentrirano v 6 naseljih in zaselkih. Leta 2020 je na območju občine naseljenih 7017 prebivalcev. Največ (okoli 4.200) jih živi v občinskem središču Ruše. Ostala naselja na območju občine so: Bezena, Bistrica ob Dravi, Fala, Lobnica, Log in Smolnik.
Občina je relativno redko naseljena, s 124 prebivalci na km2 površine. Pretežni del aktivnega prebivalstva je zaposlen v industrijski dejavnosti in storitvah, manjši del pa se preživlja s kmetijstvom na kvalitetnih kmetijskih zemljiščih. Razvoj kraja so omogočile tudi prometne povezave, saj sta skozi občino Ruše speljani cestna in železniška povezava Maribora s Koroško. Najbližja povezava s sosednjo Avstrijo pa vodi preko mednarodnega mejnega prehoda Sv. Duh na Ostrem vrhu. Največje naravno bogastvo občine Ruše so njeni širni in bogati gozdovi, ki pokrivajo 83 % njene površine. V svojih nedrih skrivajo bisere, kot: naravni rezervat pragozd Šumik, potok Lobnica in slapova Veliki in mali Šumik.
Kraji v občini Ruše imajo izjemno bogato kulturno, zgodovinsko in politično dediščino. Že v bronasti dobi so ti kraji privabili prve naseljence. O dolgi in bogati zgodovini pa pričajo tudi arheološke najdbe, ki govore o prazgodovinski kulturi žarnih grobišč, pa o antičnih, rimskih gomilnih grobiščih, o sledovih stavb iz prazgodovinskega in rimskega obdobja, o mitreju iz tretjega stoletja.

## Naselja v občini
Bezena, Bistrica ob Dravi, Fala, Lobnica, Log, Ruše, Smolnik

## Gospodarstvo
V današnjem času industrija še vedno zavzema največji delež v gospodarstvu občine Ruše, saj ustvari tri četrtine celotnega prihodka gospodarstva in zaposluje večino delovno aktivnega prebivalstva. Od ostalih panog gospodarstva pa je treba poudariti še kmetijstvo, živinorejo, sadjarstvo in gozdarstvo, razvijajočo se storitveno obrt in manjša podjetja.
V lastniški strukturi gospodarstva občine prevladujejo podjetja v privatni lastnini. S poudarjenim interesom občine za lastninjenje, razvoj turizma, drobnega gospodarstva, podjetništva in obrti, ob temeljiti skrbi za razvoj izobraževanja, kulture in drugih področij človekovega življenja pa skuša občina vrniti prepotrebni razvoj.

## Osebnosti
- Janko Glazer, pesnik, knjižničar, literarni zgodovinar, dobitnik Prešernove in Čopove nagrade (1893—1975)
- Angela Janko-Jenčič, slovenska dramska igralka, dobitnica Borštnikovega prstana (1929—2004)
- Vekoslav Janko, slovenski operni pevec, dobitnik Prešernove nagrade (1899—1973)
- Miroslav Vovšek, pedagoški delavec, ravnatelj, kipar, slikar, ustanovitelj glasbenih, gledaliških in likovnih društev (1926 - 2020)
- Mia Žnidarič, jazz pevka, glasbenica (*1962)
- Matjaž Javšnik, igralec, dobitnik Severjeve nagrade (*1969)
- Ljubo Germič, slovenski politik, poslanec (*1960)
- Natalija Prednik, slovenska športna strelka, olimpijka (*1973)
- Peter Andrej, slovenski kantavtor, producent (*1959)

## Znamenitosti
- Marijina cerkev
- grad Fala